# Kofun d'Itasuke

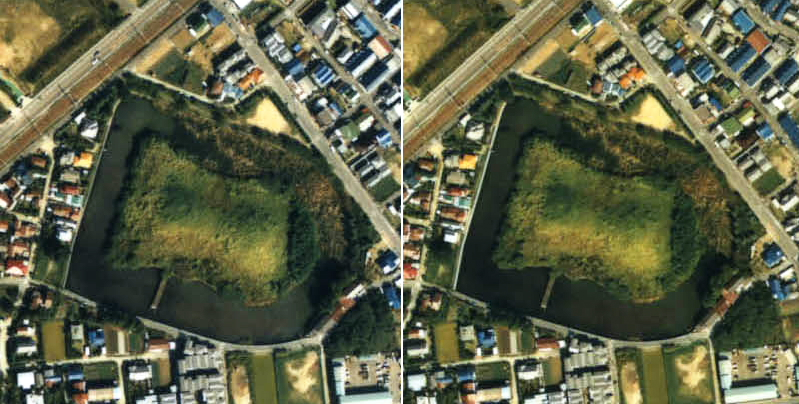
Photographie aérienne stéréo

Le kofun d'Itasuke (en japonais いたすけ古墳) est situé dans l'arrondissement Kita-ku de la ville de Sakai, dans la préfecture d'Osaka, au Japon. C'est un "Site historique national".

## Aperçu
Le kofun d'Itasuke aurait été construit au début du Ve siècle.

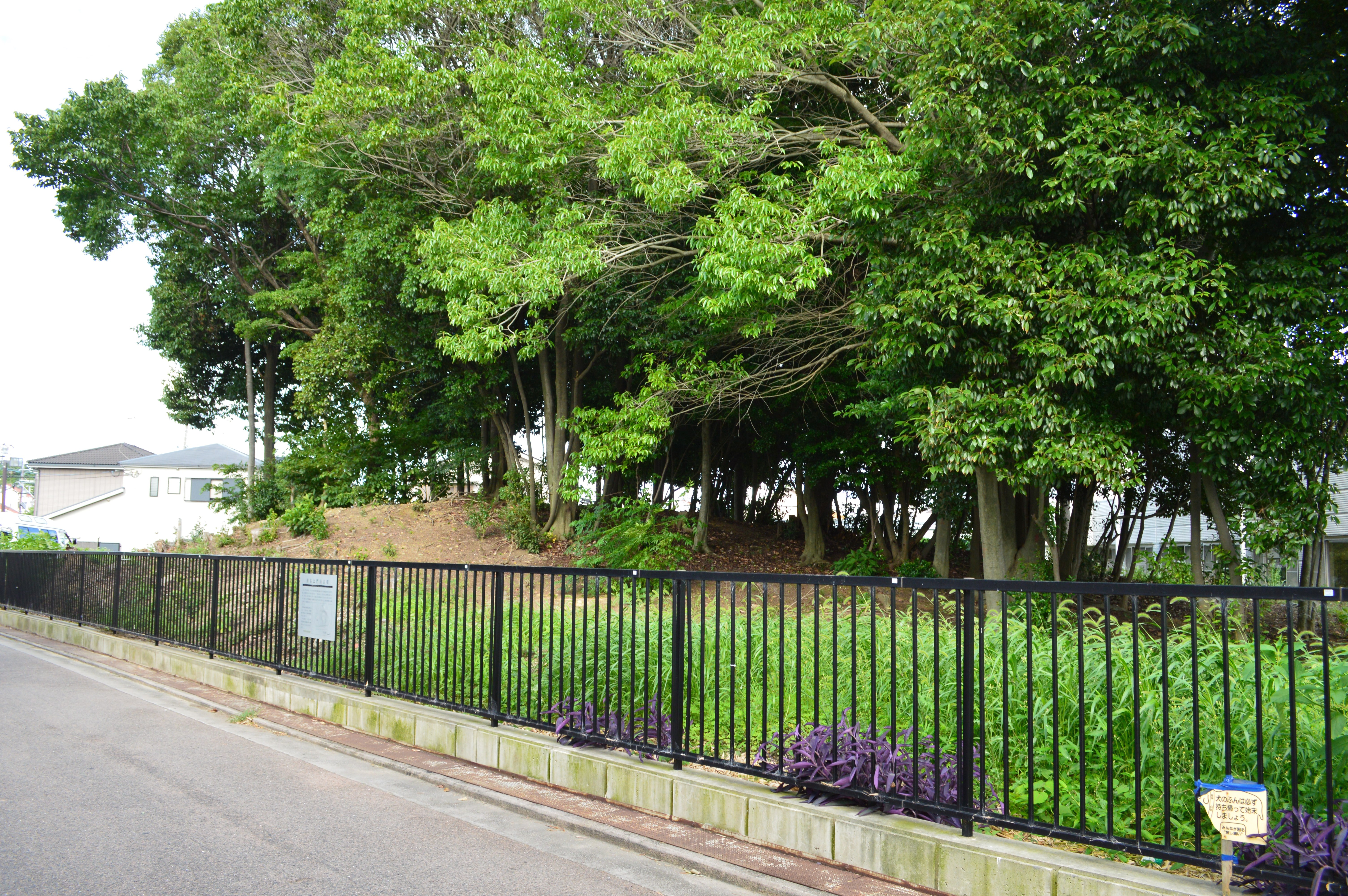
Kofun d'Itasuke

Il est situé presque au centre du groupe de tombes kofungun de Mozu, au sud du kofun Daisenryō, à l'est du kofun de Kamiishiizu Misanzai. Il est en forme de trou de serrure. Long d'environ 146 m, il occupe le huitième rang en taille dans le groupe.
Il devait être détruit en 1955 pour un projet de construction de logements, mais il a été conservé à la suite des réactions publiques et d'un mouvement citoyen. À cette époque, le haniwa de l'attachement d'angle a été mis au jour, et il est maintenant le symbole de la protection du patrimoine culturel de la ville de Sakai.
Le kofun est situé dans un quartier résidentiel, mais un bois et des fosses humides sont conservés et des tanuki y vivent.

## Dimensions[2]
- Longueur du monticule : environ 146 mètres
- Dimensions du cercle :
  - Diamètre : environ 90 mètres
  - Hauteur : environ 12,2 mètres
- Partie antérieure :
  - Largeur : environ 99 mètres
  - Hauteur : environ 11,4 mètres

## Patrimoine culturel
- Site historique national[5]
- Bien culturel de la ville de Sakai[6].